# FlashMe
Le FlashMe est le nom d'un firmware de remplacement pour la Nintendo DS. Ce firmware est une version hackée du firmware de Nintendo qui propose les fonctionnalités suivantes :
- Suppression de l'écran "Health Safety" au démarrage de la console.
- Suppression du test d'authenticité pour lancer du code DS. Auto-boot depuis la cartouche si elle possède une signature correcte dans l'entête ou par une combinaison de touches.
- Suppression de la vérification de la signature RSA pour du code reçu par Wi-Fi.
- Installation d'un "boot-loader" pour sauvegarder la console en cas de la corruption du firmware.
- Sur la DS classique, passage au rétro-éclairage de la même puissance que la DS Lite.

L'intérêt de ce genre de modification réside dans l'exécution de code amateur pour Nintendo DS sans l'utilisation systématique d'un matériel type PassMe. L'inconvénient est l'annulation de la garantie du constructeur (Nintendo) et de plus, pour flasher la DS, il faut un PassMe.
La dernière version en date du FlashMe est la version 8a.